# Vickersläktet
Vickersläktet (Vicia) är ett släkte i familjen ärtväxter, med cirka 150 kända arter. De förekommer i tempererade områden på norra halvklotet och söderut till tropiska Afrika och Sydamerika. I Europa finns mer än 60 arter, av vilka 15 förekommer i Sverige.
Linssläktet, Lens, förs numera till Vicia.

## Beskrivning
Vickrar är vanligen stora, mera sällan små, örter. De är oftast klätterväxter med ganska tunna strukturer. Bladen är sammansatta av ett till många par småblad, som är större än stiplerna. Uddblad saknas, men i stället finns ett klänge eller borst. Blommorna är fjärilslika och sitter oftast i större eller mindre klasar, men även ensamma eller parvis i bladvecken.
Blomfodrets två övre tänder är kortare än de tre nedre eller alla nästan lika. Blomkronan är två till flera gånger längre än blomfodret. Ståndarsträngarna bildar ett upptill snett avskuret rör. Stiftet är upptill platt, skägghårigt på undersidan eller runt omkring småludet.
Baljan är sammantryckt från sidan, vanligen mångfröig, med rundade frön, som liknar ärter. Groningen är hypogeisk.

## Bildgalleri

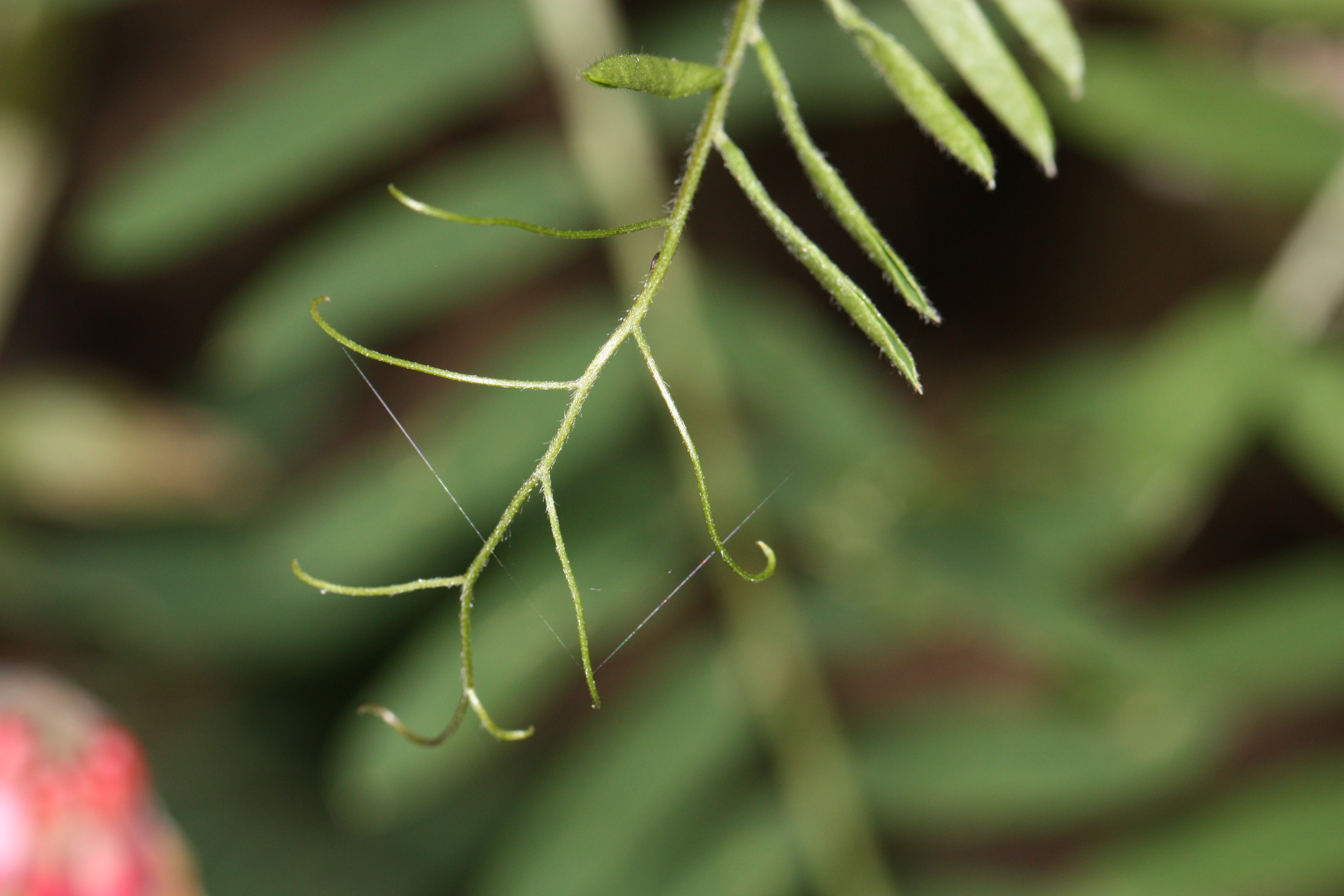
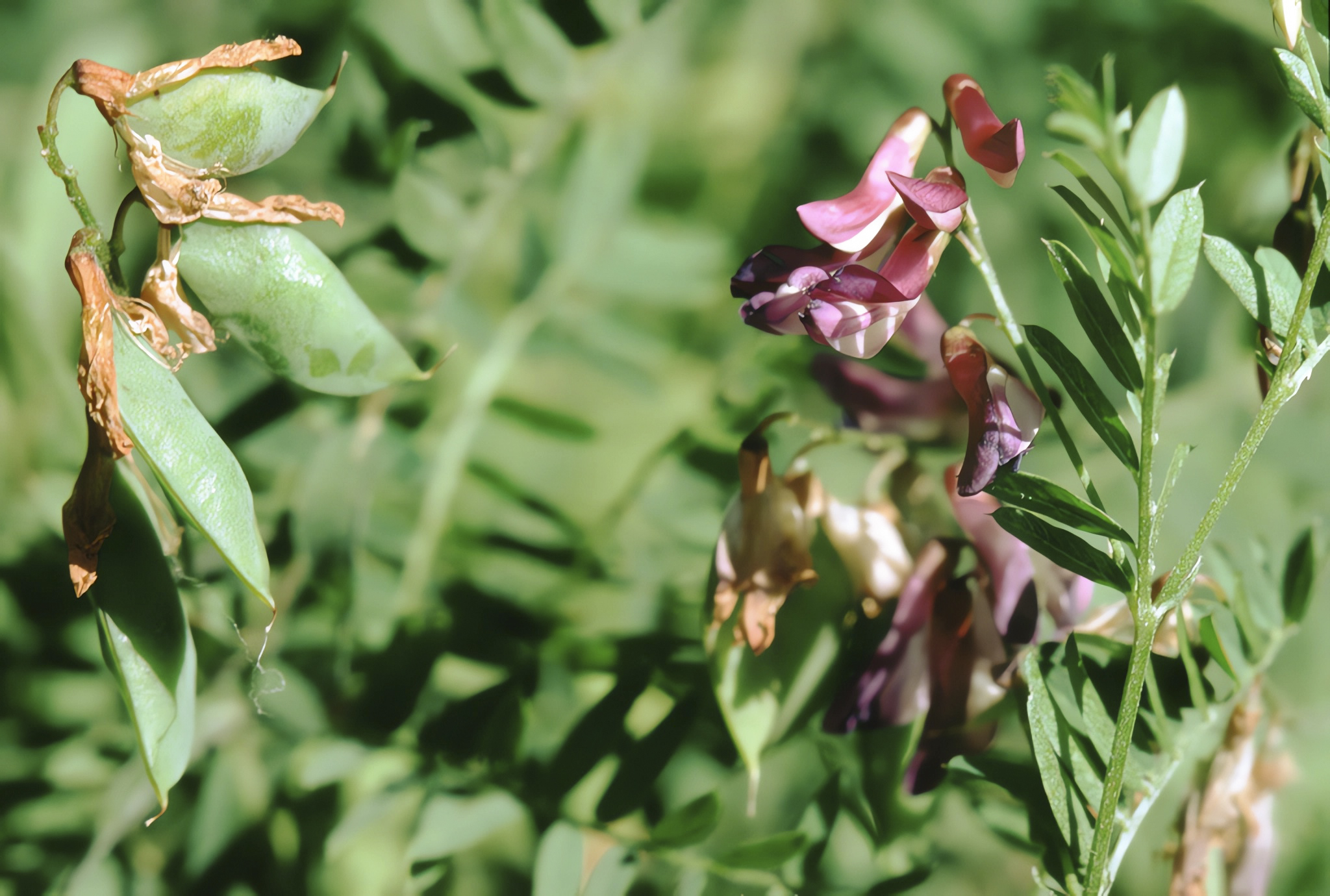
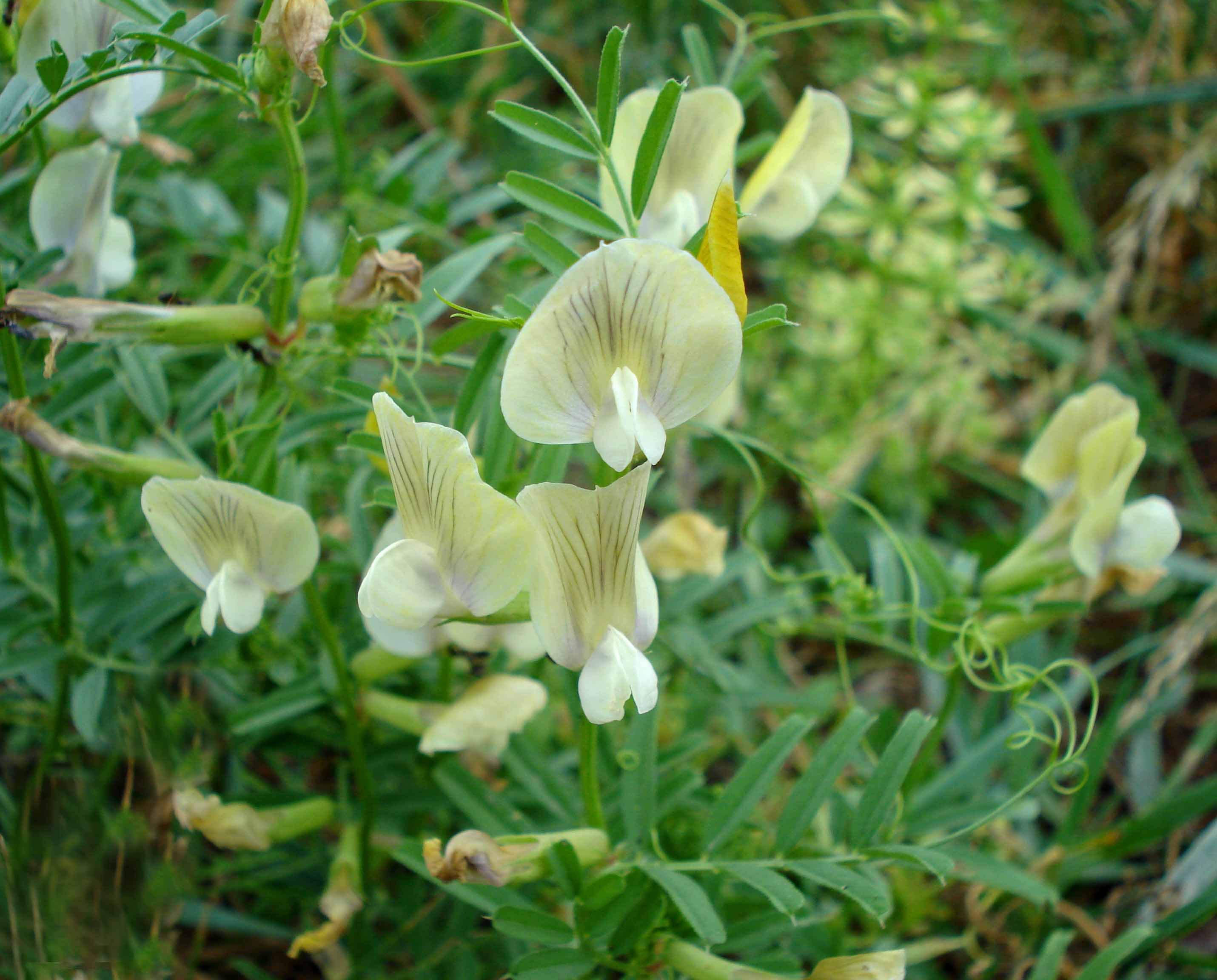
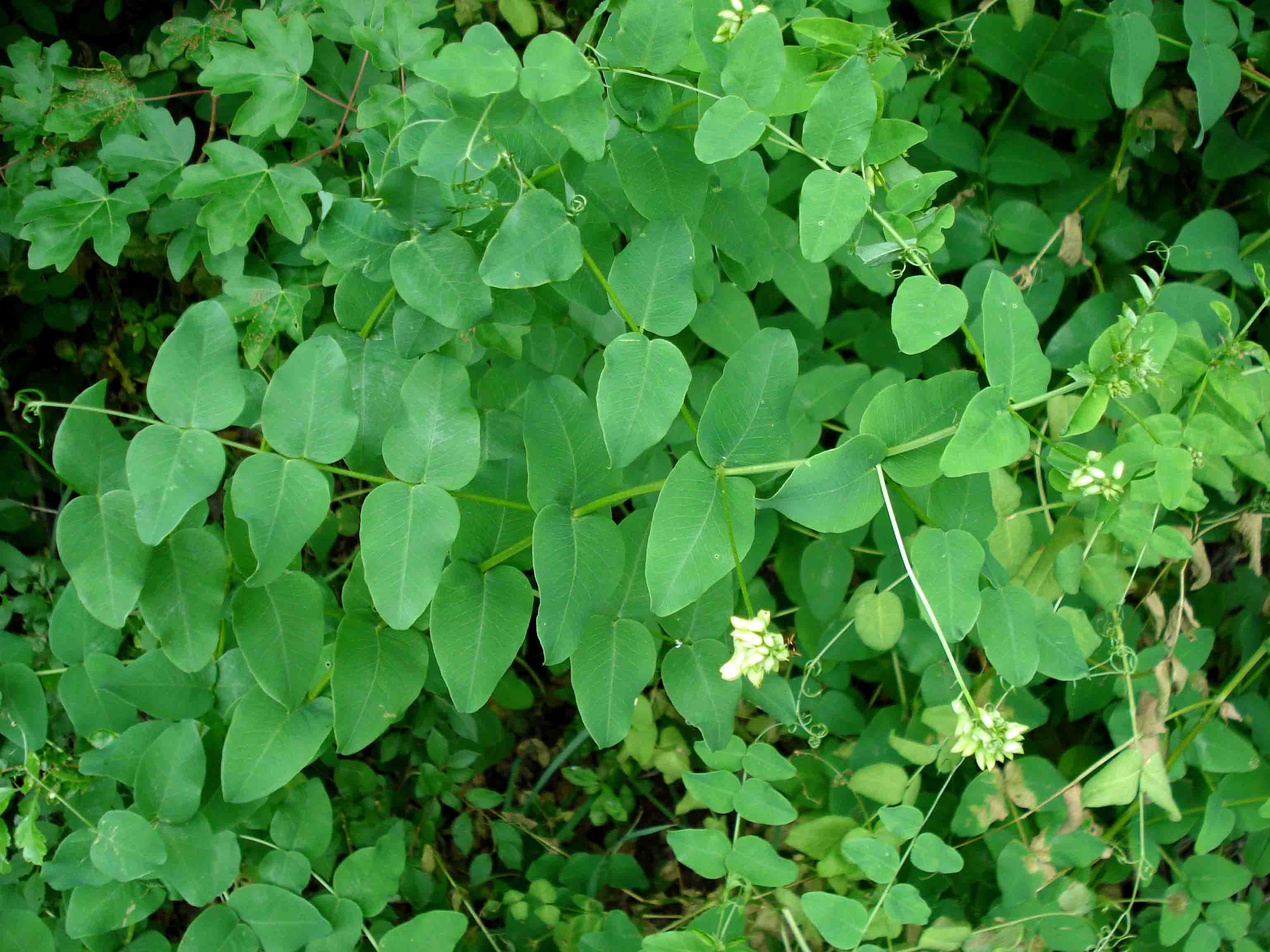
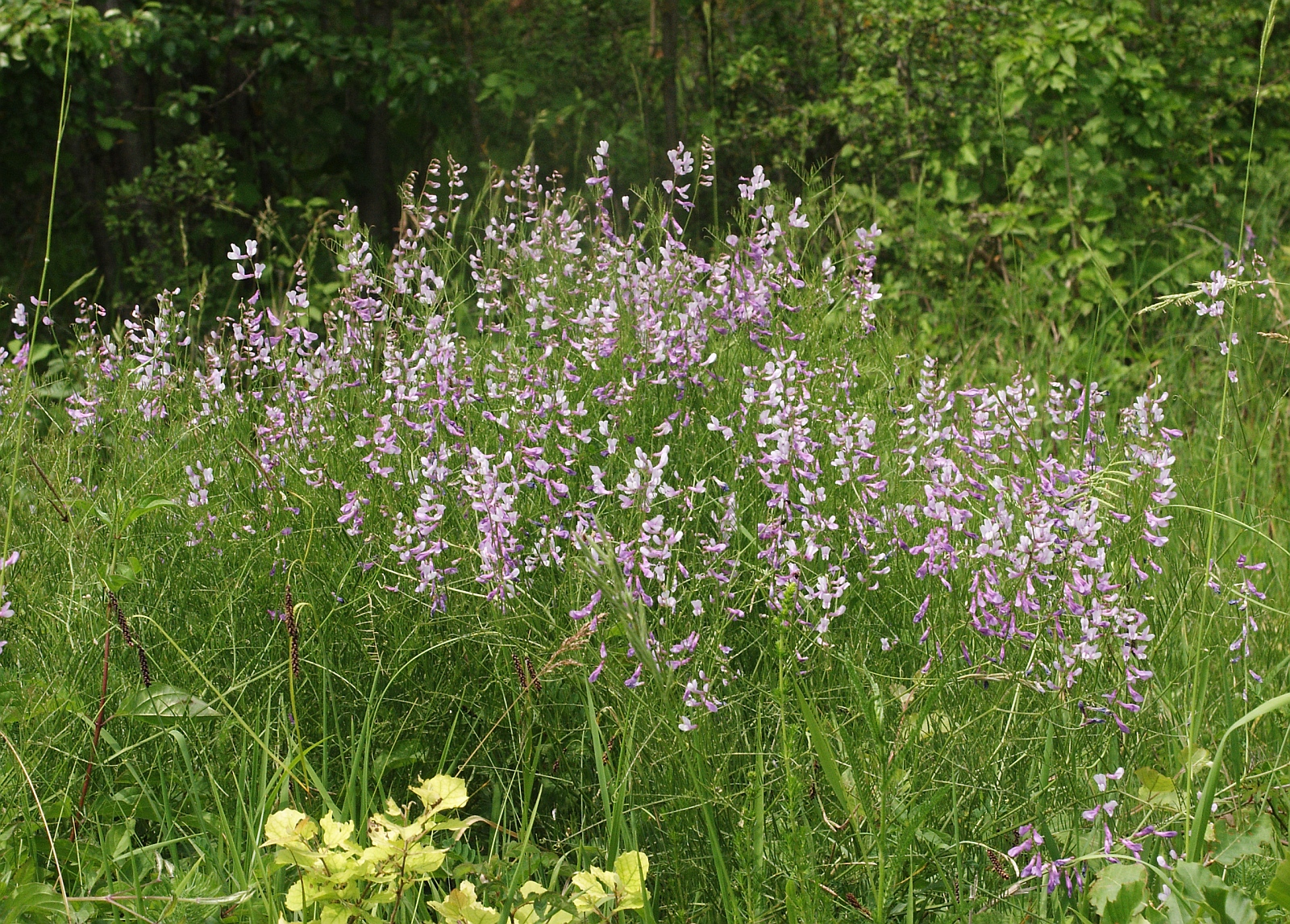

## Dottertaxa till Vickersläktet, i alfabetisk ordning[1]
- Vicia abbreviata
- Vicia acutifolia
- Vicia afghanica
- Vicia aintabensis
- Vicia alpestris
- Vicia altissima
- Vicia americana
- Vicia amoena
- Vicia amurensis
- Vicia anatolica
- Vicia andicola
- Vicia aphylla
- Vicia argentea
- Vicia articulata
- Vicia assyriaca
- Vicia bakeri
- Vicia balansae
- Vicia barbazitae
- Vicia basaltica
- Vicia benghalensis
- Vicia biennis
- Vicia bifolia
- Vicia bijuga
- Vicia bithynica
- Vicia bungei
- Vicia caesarea
- Vicia canescens
- Vicia cappadocica
- Vicia capreolata
- Vicia caroliniana
- Vicia cassia
- Vicia cassubica
- Vicia cedretorum
- Vicia chaetocalyx
- Vicia chianshanensis
- Vicia chinensis
- Vicia ciceroidea
- Vicia ciliatula
- Vicia cirrhosa
- Vicia costae
- Vicia costata
- Vicia cracca
- Vicia cretica
- Vicia crocea
- Vicia cusnae
- Vicia cuspidata
- Vicia cypria
- Vicia dadianorum
- Vicia davisii
- Vicia delmasii
- Vicia dennesiana
- Vicia dichroantha
- Vicia dionysiensis
- Vicia disperma
- Vicia dumetorum
- Vicia durandii
- Vicia epetiolaris
- Vicia eristalioides
- Vicia ervilia
- Vicia esdraelonensis
- Vicia faba (bondböna)
- Vicia fairchildiana
- Vicia fauriei
- Vicia fedtschenkoana
- Vicia ferreirensis
- Vicia filicaulis
- Vicia floridana
- Vicia freyniana
- Vicia fulgens
- Vicia galeata
- Vicia galilaea
- Vicia garbiensis
- Vicia geminiflora
- Vicia giacominiana
- Vicia gigantea
- Vicia glareosa
- Vicia glauca
- Vicia graminea
- Vicia grandiflora
- Vicia hassei
- Vicia hirsuta
- Vicia hirticalycina
- Vicia hololasia
- Vicia hugeri
- Vicia hulensis
- Vicia humilis
- Vicia hyaeniscyamus
- Vicia hybrida
- Vicia hyrcanica
- Vicia iberica
- Vicia iranica
- Vicia janeae
- Vicia japonica
- Vicia johannis
- Vicia kalakhensis
- Vicia kioshanica
- Vicia koeieana
- Vicia kokanica
- Vicia kotschyana
- Vicia kulingana
- Vicia larissae
- Vicia lathyroides
- Vicia latibracteolata
- Vicia lecomtei
- Vicia leucantha
- Vicia leucophaea
- Vicia lilacina
- Vicia linearifolia
- Vicia loiseleurii
- Vicia lomensis
- Vicia longicuspis
- Vicia ludoviciana
- Vicia lunata
- Vicia lutea
- Vicia macrantha
- Vicia macrograminea
- Vicia magellanica
- Vicia megalotropis
- Vicia melanops
- Vicia menziesii
- Vicia michauxii
- Vicia minutiflora
- Vicia mollis
- Vicia monantha
- Vicia monardi
- Vicia monardii
- Vicia montbretii
- Vicia montenegrina
- Vicia montevidensis
- Vicia multicaulis
- Vicia multijuga
- Vicia murbeckii
- Vicia nana
- Vicia narbonensis
- Vicia nervata
- Vicia nigricans
- Vicia nipponia
- Vicia nipponica
- Vicia noeana
- Vicia nummularia
- Vicia obscura
- Vicia ocalensis
- Vicia ochroleuca
- Vicia ohwiana
- Vicia olchonensis
- Vicia onobrychioides
- Vicia oroboides
- Vicia orobus
- Vicia palaestina
- Vicia pallida
- Vicia pampicola
- Vicia pannonica
- Vicia parviflora
- Vicia parvula
- Vicia paucifolia
- Vicia pectinata
- Vicia peregrina
- Vicia perelegans
- Vicia peruviana
- Vicia pinetorum
- Vicia pisiformis
- Vicia platensis
- Vicia popovii
- Vicia pseudo-orobus
- Vicia pseudorobus
- Vicia pubescens
- Vicia pulchella
- Vicia pyrenaica
- Vicia qatmensis
- Vicia quadrijuga
- Vicia ramuliflora
- Vicia rigidula
- Vicia sativa
- Vicia scandens
- Vicia semenovii
- Vicia semiglabra
- Vicia sepium
- Vicia sericocarpa
- Vicia serinica
- Vicia serratifolia
- Vicia setidens
- Vicia setifolia
- Vicia sibthorpii
- Vicia sicula
- Vicia sinaica
- Vicia singarensis
- Vicia sinogigantea
- Vicia sojakii
- Vicia sosnowskyi
- Vicia sparsiflora
- Vicia splendens
- Vicia stenophylla
- Vicia suberviformis
- Vicia subrotunda
- Vicia subvillosa
- Vicia sylvatica
- Vicia taipaica
- Vicia tenera
- Vicia tenuifolia
- Vicia ternata
- Vicia tetrantha
- Vicia tetrasperma
- Vicia tibetica
- Vicia tigridis
- Vicia tsydenii
- Vicia unijuga
- Vicia venosa
- Vicia venulosa
- Vicia vicina
- Vicia vicioides
- Vicia villosa
- Vicia woroschilovii
- Vicia wushanica